# 春峯庵事件
春峯庵事件（しゅんぽうあんじけん）は、1934年(昭和9年)に起こった肉筆浮世絵の大規模な偽造事件。
1934年、東京美術倶楽部で春峯庵なる旧家の所蔵品という触れ込みで東洲斎写楽、喜多川歌麿などの肉筆浮世絵の入札会が開かれた。「世紀の発見」という新聞報道もあり、注目を集めたが、やがて全てが贋作であることが発覚した。
画商の金子孚水、贋作を描いた絵師の矢田修などが詐欺で摘発された。また、美術史研究の権威だった笹川臨風が、作品の推薦文を書いたことで詐欺の共犯容疑として警察に勾留される騒ぎもあった。
この事件により、研究者やコレクター、画商らは肉筆浮世絵を扱うのに及び腰になってしまい、肉筆浮世絵の研究がなかなか進まず、一時期は浮世絵版画よりも安い値段が付けられる事もあったという。